# Accident aérien de l'An-26 des forces aérospatiales russes de 2022
L'accident aérien de l'An-26 des forces aérospatiales russes de 2022 est un accident d'aviation survenu le 24 février 2022 dans le village d'Uryv-Pokrovka (en), près de Voronej, en Russie. L'avion An-26 des Forces aérospatiales russes effectuait un vol prévu pour transporter du matériel militaire et s'est effondré dans les airs[pas clair]. Les débris sont tombés entre les villages de Devitsa (en) et Uryv-Pokrovka, à environ 130 kilomètres de la frontière ukrainienne.

## Accident
Les premiers à voir l'accident furent les habitants du village de Troitskoe (en). Tous les membres d'équipage sont morts à la suite de l'accident. Le service de presse du ministère de la Défense rapporte que la cause préliminaire de la catastrophe est la défaillance des équipements.

## Enquête
Après le crash, un groupe d'enquêteurs est arrivé à Uryv-Pokrovka. Aucun signe d'incendie n'a été trouvé sur le site de l'accident. L'épave de l'avion était dispersée sur une grande surface. Les enquêteurs ont trouvé une section de queue bien conservée qui est tombée à 30 mètres des bâtiments résidentiels. Plus tard, des éléments de l'équipement de l'équipage ont été retrouvés.